# Джуайма – Рас-Танура
Джуайма – Рас-Танура – складова інфраструктури установки фракціонування, що працює східному узбережжі Саудівської Аравії.
В 1981 році почала роботу установка фракціонування Джуайма, яка здійснює розділення суміші гомологів метану. Найбільшим їх споживачем став нафтохімічний центр у Джубайлі, до якого проклали етанопровід Джуайма – Джубайль та багатониткову систему Джуайма – Джубайль. Разом з тим, газовий бензин (фракцію С5+) передають на розташований неподалік нафтопереробний завод у Hас-Танурі, для чого призначені дві нитки трубопроводу довжиною пj 17 км з діаметрами по 300 мм:
- споруджена в 1980-му JRTNG-1 (Juaimah Ras Tanura Natural Gasoline-1);
- споруджена в 2000-му JRTNG-2.
Також можливо відзначити, що в Джуаймі до газового бензину домішують пентани, отримані на депентанайзері, що виробляє гексан для одного із заводів Джубайлю.